# ITU-Region

ITU-Regionen und die definierten Trennlinien zwischen ihnen
Region 1
Region 2
Region 3

Für die Zuweisung von Frequenzbereichen an Funkdienste ist die Erde entsprechend der Vollzugsordnung für den Funkdienst (VO Funk, Artikel 5.2 bis 5.9) in drei ITU-Regionen eingeteilt worden.

## Regionen

### Region 1
Die Region 1 (Artikel 5.3) umfasst das gelb dargestellte Gebiet mit Afrika, Europa inklusive Island, dem Nahen Osten, dem westlichen Persischen Golf, Irak, Russland, den ehemaligen Sowjetrepubliken und der Mongolei. 2,53 Mrd. Einwohner.

### Region 2
Die Region 2 (Artikel 5.4) umfasst das blau dargestellte Gebiet mit Amerika, Grönland und einigen der östlichen pazifischen Inseln. 1,02 Mrd. Einwohner.

### Region 3
Die Region 3 (Artikel 5.5) umfasst das magenta dargestellte Gebiet mit Asien (ausgenommen das Territorium der ehemaligen Sowjetunion), Iran sowie den östlich angrenzenden Gebieten und den überwiegenden Teil Ozeaniens. 4,37 Mrd. Einwohner.

## Trennlinien
Die drei ITU-Regionen werden durch Linien (Artikel 5.6) abgeteilt, die wie folgt definiert wurden:
Linie A (Artikel 5.7) erstreckt sich vom Nordpol entlang dem 40. Grad östlicher Länge von Greenwich bis zum 40. Grad nördlicher Breite, von dort über den Großkreisbogen bis zum Schnittpunkt des 60. Grads östlicher Länge mit dem nördlichen Wendekreis, weiter entlang dem 60. Grad östlicher Länge bis zum Südpol.
Linie B (Artikel 5.8) erstreckt sich vom Nordpol entlang dem 10. Grad westlicher Länge von Greenwich bis zu dessen Schnittpunkt mit dem 72. Grad nördlicher Breite, von dort über den Großkreisbogen bis zum Schnittpunkt des 50. Grads westlicher Länge mit dem 40. Grad nördlicher Breite, dann abermals über den Großkreis bis zum Schnittpunkt des 20. Grades westlicher Länge mit dem 10. Grad nördlicher Breite, von dort dem 20. Grad westlicher Länge bis zum Südpol.
Linie C (Artikel 5.9) erstreckt sich vom Nordpol über den Großkreis bis zum Schnittpunkt des nördlichen Breitengrades 65° 30' mit der internationalen Grenze in der Beringstraße, weiter den  Großkreisbogen bis zum Schnittpunkt des 165. Grads östlicher Länge von Greenwich mit dem 50. Grad nördlicher Breite, von dort über den Großkreis bis zum Schnittpunkt des 170. Grades westlicher Länge mit dem 10. Grad nördlicher Breite, dann entlang dem 10. Grad nördlicher Breite bis zu dessen Schnittpunkt mit dem 120. Grad westlicher Länge, von dort entlang dem 120. Grad westlicher Länge bis zum Südpol.